# Mělnický uličník
Mělnický uličník je naučná kniha o historii, změnách a dobových souvislost přejmenování a pojmenování ulic a veřejných prostranství (náměstí, parky, sady, mosty atd.) v Mělníku od roku 1842 do roku 2021. Přímou inspirací publikace je Pražský uličník.

## Obsah knihy
Publikace obsahuje historický přehled názvosloví ulic od 19. století až do roku 2020, analýzu zásad a směrnic mělnické urbanonymie, úplný jmenný výkladový seznam a také seznam pramenů.
Kniha také obsahuje historické fotografie Karla Lojky a staré pohlednice, které poskytl mělnický kronikář Martin Klihavec.

## Vznik

### Autor
Autorem knihy je Lukáš Burian, mělnický rodák, který je učitelem dějepisu na základní škole v Mělníku a historikem.
V současnosti se autor podílí na pojmenovávání nových ulic ve městě Mělníku. Také vypracoval „Zásady pojmenovávání veřejných komunikací a ostatních veřejných prostranství ve městě Mělníku“, schválené zastupitelstvem v únoru 2022. Zásady jsou sepsány obdobně jako v jiných českých a moravských městech (např. v Brně).

### Vydání
Vydání uličníku financoval Mělnický osvětový a okrašlovací spolek.